# Tafel (religieus geschrift)
Een tafel (meervoud: tafelen), in de godsdienstige context, is een term die traditioneel voor godsdienstige teksten wordt gebruikt. 
Mozes bracht de tien geboden van de Sinaï in de vorm van twee stenen tafelen. Moslims geloven dat het goddelijke lot ontstond toen God in de Bewaarde Tablet ("al-lawhu ' l-mahfuz") alles neerschreef wat is gebeurd en zal gebeuren, wat zal komen zoals is geschreven. 
De term wordt ook gebruikt als deel van de titel van vele kortere werken van Bahá'u'lláh, stichter van het bahá'í-geloof, en zijn zoon en opvolger 'Abdu'l-Bahá.